# Панцьо Стефанія Єлисеївна
Стефанія Єлисеївна Панцьо (Ковтко) (нар. 15 липня 1946 р. с. Лошнів, Тернопільська область Україна) — українська діалектологиня, ономастка, лексикологиня, педагогиня, професорка Тернопільського національного педагогічного університету ім. Володимира Гнатюка.

## Життєпис
Стефанія Єлисеївна Панцьо народилася в с. Лошнів Теребовлянського району Тернопільської області в 1946 р. Батьки Єлисей Юрійович Ковтко і Варвара Григорівна (із родини Тхір) проживали у с. Пстружне Горлицького повіту на Лемківщині. Після депортації 1945 р. їх із п'ятьма дітьми поселили на Тернопільщині.
Філологічну освіту Стефанія Єлисеївна здобула в Чернівецькому державному університеті ім. Ю.Федьковича.
У 1969 р. після закінчення університету Панцьо розпочала свою педагогічну діяльність: викладала українську мову та літературу.
Від 1980 р. Панцьо — викладачка Тернопільського державного педагогічного інституту (сьогодні— Тернопільський національний педагогічний університет ім. В. Гнатюка).
Тривалий час Стефанія Єлисеївна працювала доценткою на кафедрі української мови, яку очолила 1998 р., згодом була обрана професоркою цієї кафедри. Читає курси сучасної української мови: морфологія, морфеміка і словотвір, діалектологія.
Стефанія Панцьо — активна громадська діячка. У 1990-х рр. була однією із організаторок Обласного лемківського товариства та кількох осередків у Тернопільській області. Деякий час виконувала функції заступниці голови товариства «Лемківщина», очолювала молодіжну секцію.

## Наукова діяльність
1985 р. Панцьо захистила кандидатську дисертацію «Антропонімія давньої Лемківщини» під науковим керівництвом Павла Павловича Чучка, професора Ужгородського університету, українського ономаста.
Особливе місце в науковій творчості Стефанії Панцьо посідають праці з української діалектології. Наукові зацікавлення зосереджені переважно на особливостях ономастики, словотвору, образних засобів лемківського діалекту. Професор активно працює також у сфері лінгвістичного аналізу текстів народних пісень із Лемківщини. Дослідниця обрала власну методику збирання діалектного матеріялу із живого мовлення. Ідею об'єднання інтелектуального потенціалу дослідників, які вивчають і досліджують проблеми діалектології, зокрема лемківський діалект, уперше з ініціативи С. П. Панцьо втілено в організації та проведенні Міжнародної наукової конференції «Лемківський діалект у загально українському контексті» (Тернопіль, 2009).
Також Панцьо проводила спеціальні розвідки, присвячені характеристиці мовного світу українських письменників та письменниць: Маркіяна Шашкевича, Богдана Лепкого, Ольги Кобилянської, Уласа Самчука, Івана Франка, Бориса Харчука.
Стефанія Єлисеївна — авторка понад 200 публікацій з різних галузей українського мовознавства, методики викладання української мови у вищих навчальних закладах.

## Публікації
Навчально-методичні посібники:
- «Практичні заняття з морфеміки і словотвору (методичні рекомендації)», 1992
- «Українська мова: Морфеміка і словотвір (навчальний посібник)», 1999 (співавт. Л. О. Вакарюк)
- «Сучасна українська літературна мова. Самостійні роботи з морфології (для студентів ІІ–ІІІ курсів філологічного факультету)», 2003 (співавт. Т. П. Вільчинська)
- «Українська мова: Морфеміка і словотвір», 2004 (співавт. Л. О. Вакарюк)
- «Українська діалектологія. Програма навчального курсу (за вимогами кредитно-модульної системи) для філологічних факультетів вищих навчальних закладів України», 2007 (співавт. Н. О. Свистун)
- «Морфеміка і словотвір: тестові завдання (навчальнометодичний посібник)», 2008 (співавт. Н. О. Свистун)
- «Українська мова. Морфеміка і словотвір (навчальний посібник)», 2010 (співавт. Л. О. Вакарюк)
- «Сучасна українська літературна мова. Морфологія. Робочий зошит 2 (навчально-методичний посібник)», 2011 (співавт. Н. І. Лісняк)
- «Навчальна практика з української діалектології (навчальний посібник)», 2012 (співавт. М. Я. Наливайко)
- «Українська діалектологія. Практикум (навчально-методичний посібник)», 2013
- Словник-довідник «Український словотвір у термінах», 2007 р. (співавт. Л. О. Вакарюк)

Розвідки, присвячені характеристиці мовних особливостей українських письменників:
- «Демінутивна лексика у творах Маркіяна Шашкевича» (1995)
- "Зменшено-емоційні іменники на позначення назв людей в спогадах Богдана Лепкого «Казка мойого життя» (1998)
- «Основ ні словотвірні моделі похідних іменників в оповіданнях О. Кобилянської» (2004)
- «Особливості похідних одиниць у художній мові (на матеріалі творів Уласа Самчука)» (2005)
- «Словотвірний потенціал лексики оповідань Івана Франка» (2007)
- «Принципи укладання словника фразеологізмів у творах Бориса Харчука» (2011)
- «Фразеологізми у творах Богдана Лепкого. Словник» (2010)
- «Фразеологія творів Бориса Харчука. Словник» (2012).

Праці з діалектології:
- Монографія «Антропонімія Лемківщини» (1995)
- «Прізвища-девербативи в антропонімії Лемківщини» (1997)
- «Прізвища на -ин в антропонімії Лемківщини» (1998)
- «Назви особи у лемківському діалекті» (2001)
- «Префіксальне та префіксально-суфіксальне творення іменників у лемківському діалекті» (2001)
- «Діалектні похідні слова як засіб відображення емотивності у лемків» (2009)
- «Лемківсько- західнополіські паралелі та відмінності у творенні іменників з формантами -ало, -ило, -ло» (2010)
- «Зоонімічні символи в етномовній картині світу (на матеріалі лемківської пісні)» (2011)
- «Лексико-синтаксичний спосіб творення імен в лемківському говорі» (2011)
- «Словотвірні типи імен — назв осіб у лемківському говорі» (2011)
- «Оцінні назви осіб у лемківських говірках: словотвірний аспект» (2012)
- «Лінгвалізація ключових образів у колискових лемківських піснях» (2013)
- «Символічний потенціал лемківських пастуших пісень» (2013)
- «Матеріали до словника лемківських говірок (дієслівна лексика)» (2009)
- «Словник прикметникового лексикону лемківських говірок» (співавт. Н. І. Лісняк)